# Fratría
Las fratrías (griego φρατρία, hermandad, derivada de φρατήρ - hermano) fueron un tipo de agrupaciones sociales propias de la Antigua Grecia. En sentido antropológico, se trata del agrupamiento de dos o más clanes de una tribu o un pueblo.

## Fratrías en la Antigua Grecia
En la Grecia preclásica, cada tribu (filé) estaba dividida en fratrías. La naturaleza de estas fratrías es, en palabras de un historiador, "el problema más oscuro entre las instituciones sociales [griegas]." Poco se sabe del papel que tuvieron en la vida social griega, pero existieron desde la Edad Oscura hasta el siglo II a. C. En el mundo jónico de la Antigua Grecia, a lo largo del período arcaico, cada tribu (phylè) está dividida en fratrías.
Homero se refiere a ellas varias veces, en pasajes que parecen describir el ambiente social de su época. En Atenas, la inscripción en una fratría parece haber sido el requisito básico para la ciudadanía, antes de las reformas de Clístenes de Atenas en 508 a. C. Desde su máximo apogeo en la Edad Oscura, cuando parecen haber sido una fuerza sustancial de la vida social griega, las fratrías disminuyeron gradualmente en trascendencia durante todo el período clásico cuando otros grupos (como los partidos políticos) ganaron influencias a su costa. Durante el período clásico, las fratrías evolucionaron a divisiones territoriales formales del Estado ateniense.
Esta unidad autónoma que posee sus propios magistrados, a la cabeza de los cuales se encuentra el  fratriarca , constituye un marco de la religiosidad y de la sociabilidad griegas, gracias a la organización de banquetes y de fiestas como la de las Apaturias. Sirven igualmente de marco para la preparación y la participación en algunos cultos cívicos. 
Las fratrías eran asociaciones informales de personas o de familias que se reagrupaban sobre la base de una ancestralidad común reivindicada, aunque no existieran necesariamente lazos de sangre entre ellas, a diferencia del genos. 
Las fratrías contenían pequeños grupos familiares llamados gene; estos parece haber aparecido más tarde que las fratrías, y parece que no todos miembros de las fratrías pertenecían a un genos; la admisión en estos grupos más pequeños podría haber estado limitada a las élites. En un nivel más pequeño, el grupo de parentesco básico de las antiguas sociedades griegas antiguas era el oikos (casa).

## Fratríacomo término antropológico
En numerosos textos antropológicos, especialmente los más antiguos, se emplea el término fratría para designar el agrupamiento socialmente reconocido de varios clanes en una división intermedia entre el clan (agrupamiento de linajes) y el pueblo como un todo. Este tipo de agrupaciones está documentado en varios pueblos indígenas americanos, como los tlingit, los navajo y los lenape, e implicaba ciertas obligaciones y derechos entre los clanes miembros del grupo, incluidos derechos o restricciones matrimoniales. 